# WFV-Pokal 2020/21
Der WFV-Pokal 2020/21 war die 68. Austragung des Männer-Pokalwettbewerbs durch den Württembergischen Fußballverband. Das Endspiel fand am 29. Mai 2021 im Rahmen des Finaltags der Amateure statt.
Die ersten drei Runden des Pokalwettbewerbs wurden in vier regionalen Gruppen ausgetragen. Ab dem Achtelfinale wurde verbandsweit gespielt.

## 1. Runde
| Datum           |                              | Ergebnis              |                                  |
| --------------- | ---------------------------- | --------------------- | -------------------------------- |
| Gruppe 1        |                              |                       |                                  |
| Fr., 07.08.2020 | FSV Hollenbach               | 3:4                   | TSV Ilshofen                     |
| Fr., 07.08.2020 | TSG Öhringen                 | 2:5                   | Sportfreunde Schwäbisch Hall     |
| Fr., 07.08.2020 | SpVgg Gröningen-Satteldorf   | 6:1                   | SV Salamander Kornwestheim       |
| Sa., 08.08.2020 | TSV Schwaikheim              | 6:2                   | SV Leingarten                    |
| Sa., 08.08.2020 | SV Unterweissach             | 0:3                   | SV Breuningsweiler               |
| Sa., 08.08.2020 | TSV Schornbach               | 4:2                   | TV Pflugfelden                   |
| Sa., 08.08.2020 | SGM Niedernhall/Weißbach     | 0:5                   | SGV Freiberg                     |
| Sa., 08.08.2020 | AKV B.G. Ludwigsburg         | 3:1                   | TSV Obersontheim                 |
| Sa., 08.08.2020 | SV Germania Bietigheim       | 3:0                   | SV Allmersbach                   |
| Sa., 08.08.2020 | TV Oeffingen                 | 3:2 n. V.             | SV Kaisersbach                   |
| Sa., 08.08.2020 | FV Löchgau                   | 0:2                   | TSV Heimerdingen                 |
| Sa., 08.08.2020 | VfB Neckarrems               | 1:4                   | FSV 08 Bissingen                 |
| Sa., 08.08.2020 | SC Böckingen                 | 1:5                   | Türkspor Neckarsulm              |
| So., 09.08.2020 | SV Leonberg/Eltingen         | 3:2                   | TSV Crailsheim                   |
| So., 09.08.2020 | TSV Pfedelbach               | 1:4                   | Neckarsulmer Sport-Union         |
| So., 09.08.2020 | SG Sindringen/Ernsbach       | 0:3                   | SG Sonnenhof Großaspach          |
| Gruppe 2        |                              |                       |                                  |
| Sa., 08.08.2020 | TSVgg Plattenhardt           | 1:9                   | Stuttgarter Kickers              |
| Sa., 08.08.2020 | VfR Aalen                    | 2:2 n. V. (5:4 i. E.) | SG Bettringen                    |
| Sa., 08.08.2020 | SV Neresheim                 | 4:0                   | TSV Buch II                      |
| Sa., 08.08.2020 | TSV Weilimdorf               | 0:3                   | SV Bonlanden                     |
| Sa., 08.08.2020 | SC Geislingen                | 0:2                   | Sportfreunde Dorfmerkingen       |
| Sa., 08.08.2020 | FV Sontheim/Brenz            | 0:6                   | 1. FC Normannia Gmünd            |
| Sa., 08.08.2020 | Sportvg Feuerbach            | 1:2                   | TV Echterdingen                  |
| Sa., 08.08.2020 | SV Ebersbach/Fils            | 0:2                   | SV Fellbach                      |
| Sa., 08.08.2020 | SC Stammheim                 | 0:2                   | 1. Göppinger SV                  |
| Sa., 08.08.2020 | TSGV Waldstetten             | 3:1                   | TSG Hoffherrnweiler-Unterrombach |
| Sa., 08.08.2020 | TSV Deizisau                 | 0:3                   | TSV Oberensingen                 |
| Sa., 08.08.2020 | TSV Buch                     | 2:4 n. V.             | Türk Spor Neu-Ulm                |
| Sa., 08.08.2020 | 1. FC Heiningen              | 5:4                   | TSG Backnang                     |
| Sa., 08.08.2020 | FV Neuhausen                 | 4:3                   | SV Waldhausen                    |
| Sa., 08.08.2020 | TSV Köngen                   | 1:6                   | 1. FC Frickenhausen              |
| Sa., 08.08.2020 | TSV Bad Boll                 | 0:3 n. V.             | TSV Essingen                     |
| Gruppe 3        |                              |                       |                                  |
| Sa., 08.08.2020 | SGM Bösingen II/Beffendorf I | 0:4                   | VfL Pfullingen                   |
| Sa., 08.08.2020 | SG Empfingen                 | 1:2 n. V.             | VfB Bösingen                     |
| Sa., 08.08.2020 | VfL Mühlheim                 | 5:0                   | SpVgg Holzgerlingen              |
| Sa., 08.08.2020 | SV Zimmern o.R.              | 2:4 n. V.             | SKV Rutesheim                    |
| Sa., 08.08.2020 | SSC Tübingen                 | 2:4                   | TSG Tübingen                     |
| Sa., 08.08.2020 | SV Wittendorf                | 2:5                   | FC Holzhausen                    |
| Sa., 08.08.2020 | Spvgg Trossingen             | 0:2                   | FC Gärtringen                    |
| Sa., 08.08.2020 | TV Darmsheim                 | 1:5                   | SSV Reutlingen 05                |
| Sa., 08.08.2020 | Young Boys Reutlingen        | 1:2                   | Calcio Leinfelden-Echterdingen   |
| Sa., 08.08.2020 | SG Reutlingen                | 4:2 n. V.             | VfL Sindelfingen                 |
| Sa., 08.08.2020 | SV Baiersbronn               | 2:0                   | FC Rottenburg                    |
| Sa., 08.08.2020 | SV Deckenpfronn              | 5:1                   | SC 04 Tuttlingen                 |
| Sa., 08.08.2020 | GSV Maichingen               | 1:5                   | SV Nehren                        |
| Sa., 08.08.2020 | SV 03 Tübingen               | 2:3                   | TSV Ehningen                     |
| So., 09.08.2020 | VfL Nagold                   | 2:4                   | SV Böblingen                     |
| Gruppe 4        |                              |                       |                                  |
| Sa., 08.08.2020 | SC Unterzeil-Reichenhofen    | 0:2                   | SV Kehlen                        |
| Sa., 08.08.2020 | FV Biberach                  | 2:4                   | SV Mietingen                     |
| Sa., 08.08.2020 | FC Mengen                    | 0:2                   | FV Rot-Weiß Weiler               |
| Sa., 08.08.2020 | FV Olympia Laupheim          | 3:1                   | TSV Nusplingen                   |
| Sa., 08.08.2020 | SV Rangendingen              | 2:4 n. V.             | TSG Balingen II                  |
| Sa., 08.08.2020 | SV Dettingen/Iller           | 2:4 n. V.             | TSV Eschach                      |
| Sa., 08.08.2020 | SV Sigmaringen               | 1:5                   | SSV Ehingen-Süd                  |
| Sa., 08.08.2020 | SGM Warthausen/Birkenhard    | 1:4                   | TSV Strassberg                   |
| Sa., 08.08.2020 | VfB Friedrichshafen          | 2:2 n. V. (4:3 i. E.) | TSV Neu-Ulm                      |
| Sa., 08.08.2020 | FC Ostrach                   | 1:0                   | FV Bad Schussenried              |
| Sa., 08.08.2020 | FC 07 Albstadt               | 2:1                   | TSV Riedlingen                   |
| Sa., 08.08.2020 | SV Heinstetten               | 0:2                   | SV Ochsenhausen                  |
| Sa., 08.08.2020 | TSV Trillfingen              | 2:0                   | FC Wangen 05                     |
| Sa., 08.08.2020 | FV Ravensburg II             | 4:2                   | TSV Berg                         |
| Mi., 12.08.2020 | SSV Ulm 1846                 | 7:0                   | SSG Ulm                          |
| Mi., 12.08.2020 | SV Weingarten                | 0:9                   | FV Ravensburg                    |

Freilos: TSG Balingen (Gruppe 4)

## 2. Runde
| Datum           |                              | Ergebnis              |                                |
| --------------- | ---------------------------- | --------------------- | ------------------------------ |
| Gruppe 1        |                              |                       |                                |
| Fr., 14.08.2020 | TSV Schwaikheim              | 2:4                   | SV Breuningsweiler             |
| Sa., 15.08.2020 | Sportfreunde Schwäbisch Hall | 1:1 n. V. (4:1 i. E.) | Neckarsulmer Sport-Union       |
| Sa., 15.08.2020 | SpVgg Gröningen-Satteldorf   | 0:0 n. V. (8:9 i. E.) | TSV Heimerdingen               |
| Sa., 15.08.2020 | TV Oeffingen                 | 0:5 n. V.             | SGV Freiberg                   |
| Sa., 15.08.2020 | AKV B.G. Ludwigsburg         | 3:7                   | SV Leonberg/Eltingen           |
| Sa., 15.08.2020 | TSV Schornbach               | 1:5                   | TSV Ilshofen                   |
| So., 16.08.2020 | SV Germania Bietigheim       | 0:2                   | FSV 08 Bissingen               |
| Do., 20.08.2020 | Türkspor Neckarsulm          | 0:6                   | SG Sonnenhof Großaspach        |
| Gruppe 2        |                              |                       |                                |
| Fr., 14.08.2020 | 1. FC Heiningen              | 3:2                   | Türk Spor Neu-Ulm              |
| Sa., 15.08.2020 | TSGV Waldstetten             | 0:3                   | TSV Essingen                   |
| Sa., 15.08.2020 | TV Echterdingen              | 0:4                   | VfR Aalen                      |
| Sa., 15.08.2020 | 1. FC Frickenhausen          | 1:0                   | SV Fellbach                    |
| Sa., 15.08.2020 | SV Neresheim                 | 0:7                   | Sportfreunde Dorfmerkingen     |
| Sa., 15.08.2020 | TSV Oberensingen             | 3:2                   | 1. FC Normannia Gmünd          |
| Sa., 15.08.2020 | FV Neuhausen                 | 3:6 n. V.             | SV Bonlanden                   |
| Sa., 15.08.2020 | Stuttgarter Kickers          | 4:0                   | 1. Göppinger SV                |
| Gruppe 3        |                              |                       |                                |
| Sa., 15.08.2020 | SV Baiersbronn               | 0:7                   | SSV Reutlingen 05              |
| Sa., 15.08.2020 | SV Nehren                    | 2:4                   | VfL Mühlheim                   |
| Sa., 15.08.2020 | FC Gärtringen                | 1:2 n. V.             | TSV Ehningen                   |
| Sa., 15.08.2020 | FC Holzhausen                | 2:3 n. V.             | TSG Balingen                   |
| Sa., 15.08.2020 | SV Deckenpfronn              | 1:0                   | VfB Bösingen                   |
| Sa., 15.08.2020 | VfL Pfullingen               | 4:2                   | SKV Rutesheim                  |
| Sa., 15.08.2020 | SG Reutlingen                | 4:2                   | SV Böblingen                   |
| Sa., 15.08.2020 | TSG Tübingen                 | 0:1                   | Calcio Leinfelden-Echterdingen |
| Gruppe 4        |                              |                       |                                |
| Sa., 15.08.2020 | TSV Strassberg               | 1:0                   | FV Rot-Weiß Weiler             |
| Sa., 15.08.2020 | TSV Eschach                  | 0:8                   | SSV Ulm 1846                   |
| Sa., 15.08.2020 | FC 07 Albstadt               | 2:3 n. V.             | SSV Ehingen-Süd                |
| Sa., 15.08.2020 | SV Kehlen                    | 2:3                   | VfB Friedrichshafen            |
| Sa., 15.08.2020 | TSV Trillfingen              | 3:0                   | SV Ochsenhausen                |
| Sa., 15.08.2020 | FV Ravensburg II             | 2:0                   | FC Ostrach                     |
| Sa., 15.08.2020 | SV Mietingen                 | 0:0 n. V. (3:5 i. E.) | FV Olympia Laupheim            |
| Sa., 15.08.2020 | TSG Balingen II              | 1:2                   | FV Ravensburg                  |

## 3. Runde
| Datum           |                              | Ergebnis  |                                |
| --------------- | ---------------------------- | --------- | ------------------------------ |
| Gruppe 1        |                              |           |                                |
| Di., 18.08.2020 | SV Leonberg/Eltingen         | 2:7       | TSV Ilshofen                   |
| Mi., 19.08.2020 | Sportfreunde Schwäbisch Hall | 0:3       | FSV 08 Bissingen               |
| Sa., 15.08.2020 | SV Breuningsweiler           | 1:2       | TSV Heimerdingen               |
| Mi., 26.08.2020 | SGV Freiberg                 | 2:1       | SG Sonnenhof Großaspach        |
| Gruppe 2        |                              |           |                                |
| Di., 18.08.2020 | Stuttgarter Kickers          | 2:0       | Sportfreunde Dorfmerkingen     |
| Mi., 19.08.2020 | TSV Essingen                 | 1:0       | VfR Aalen                      |
| Mi., 19.08.2020 | SV Bonlanden                 | 3:1       | 1. FC Frickenhausen            |
| Mi., 19.08.2020 | TSV Oberensingen             | 2:4       | 1. FC Heiningen                |
| Gruppe 3        |                              |           |                                |
| Mi., 19.08.2020 | SV Deckenpfronn              | 2:4 n. V. | SSV Reutlingen 05              |
| Mi., 19.08.2020 | SG Reutlingen                | 1:4       | VfL Pfullingen                 |
| Mi., 19.08.2020 | TSV Ehningen                 | 6:4 n. V. | Calcio Leinfelden-Echterdingen |
| Mi., 26.08.2020 | VfL Mühlheim                 | 0:3       | TSG Balingen                   |
| Gruppe 4        |                              |           |                                |
| Mi., 19.08.2020 | FV Olympia Laupheim          | 1:0 n. V. | VfB Friedrichshafen            |
| Mi., 19.08.2020 | FV Ravensburg II             | 1:5       | SSV Ehingen-Süd                |
| Mi., 19.08.2020 | TSV Strassberg               | 1:3       | FV Ravensburg                  |
| Mi., 26.08.2020 | TSV Trillfingen              | 1:7       | SSV Ulm 1846                   |

## Achtelfinale
Aufgrund eines straffen Zeitplans, um Kollisionen mit den Meisterschaftswettbewerben so gut wie möglich zu verhindern, fand die Auslosung der Achtelfinalpartien noch vor Absolvierung aller Drittrundenpartien statt. Die Achtelfinalspiele wurden zwischen dem 25. August und dem 22. September 2020 ausgetragen. Dabei wurde explizit eine Terminierung vor den Start der Regionalliga-Südwest-Spielzeit 2020/21 am ersten Septemberwochenende festgelegt, da angesichts des umfangreichen Spielplans mit 42 Spieltagen Schwierigkeiten bestanden, zu einem späteren Zeitpunkt freie Spieltermine zu finden.
|                  | Ergebnis              |                     |
| ---------------- | --------------------- | ------------------- |
| TSV Ehningen     | 0:2                   | SSV Reutlingen 05   |
| TSV Essingen     | 0:2                   | Stuttgarter Kickers |
| 1. FC Heiningen  | 2:7                   | TSG Balingen        |
| TSV Heimerdingen | 2:4 n. V.             | FV Ravensburg       |
| SSV Ehingen-Süd  | 5:3                   | TSV Ilshofen        |
| VfL Pfullingen   | 1:3                   | FSV 08 Bissingen    |
| Olympia Laupheim | 2:2 n. V. (4:3 i. E.) | SGV Freiberg        |
| SV Bonlanden     | 1:7                   | SSV Ulm 1846        |

* Klassentiefere Mannschaften genießen Heimrecht

## Viertelfinale
Die Partien des Viertelfinales wurden am 2. Oktober im ITS-Forum am Stuttgarter Hauptbahnhof ausgelost. Die Viertelfinalspiele sollten zwischen dem 13. und 14. Oktober 2020 ausgetragen werden. Das Spiel des SSV Reutlingen 05 gegen den FSV 08 Bissingen wurde jedoch aufgrund eines positiven Corona-Tests bei den Bissingern abgesagt.
|                        | Ergebnis |                  |
| ---------------------- | -------- | ---------------- |
| SSV Ulm 1846           | 3:0      | SSV Ehingen-Süd  |
| SSV Reutlingen 05      | abgesagt | FSV 08 Bissingen |
| SV Stuttgarter Kickers | 2:1      | FV Ravensburg    |
| Olympia Laupheim       | 0:1      | TSG Balingen     |

* Klassentiefere Mannschaften genießen grundsätzlich Heimrecht, der SSV Ehingen-Süd und der SSV Ulm 1846 vereinbarten jedoch wenige Tage nach der Auslosung einen Tausch des Heimrechts aus organisatorischen Gründen aufgrund der Einschränkungen durch die Coronamaßnahmen.

## Halbfinale
|                                    | Ergebnis |              |
| ---------------------------------- | -------- | ------------ |
| SSV Reutlingen 05/FSV 08 Bissingen | abgesagt | SSV Ulm 1846 |
| SV Stuttgarter Kickers             | 1:2      | TSG Balingen |

Wenngleich coronabedingt nicht alle Viertelfinalpartien gespielt waren, wurden am 31. März 2021 dennoch die Halbfinalbegegnungen bereits ausgelost, da der Verband zumindest den Pokalwettbewerb zu Ende spielen lassen möchte.
Die beiden Oberligisten SSV Reutlingen 05 und FSV 08 Bissingen zogen sich Anfang Mai 2021 aus dem Verbandspokal-Wettbewerb zurück, da nicht absehbar war, wann ein reguläres Mannschaftstraining sowie die Austragung von Spielen wieder möglich ist. Regionalligist SSV Ulm 1846 stand somit als Finalist fest. Das andere Halbfinalspiel wurde am 18. Mai 2021 ausgetragen.

## Finale
| TSG Balingen                                                         | TSG Balingen | SSV Ulm 1846 | SSV Ulm 1846 |
| -------------------------------------------------------------------- | --- | --- | ------------ |
| TSG Balingen                                                         | \| 29. Mai 2021 um 14:00 Uhr in Stuttgart (Gazi-Stadion auf der Waldau) \| \| Ergebnis: 0:3 (0:1) \| \| Schiedsrichter: Gaetano Falcicchio (Konstanz) \| \| Spielbericht \| | \| 29. Mai 2021 um 14:00 Uhr in Stuttgart (Gazi-Stadion auf der Waldau) \| \| Ergebnis: 0:3 (0:1) \| \| Schiedsrichter: Gaetano Falcicchio (Konstanz) \| \| Spielbericht \| | SSV Ulm 1846 |
| TSG Balingen                                                         | Julian Hauser – Jonas Vogler (89. Carlos Konz) – Matthias Schmitz – Adrian Müller – Sascha Eisele (61. Fabian Kurth) – Cedric Guarino – Lukas Foelsch (69. Marco Gaiser) – Leander Vochatzer – Kaan Akkaya (74. Harut Arutunjan) – Felix Heim – Simon Klostermann Cheftrainer: Martin Braun | Niclas Heimann – Johannes Reichert (90. Florian Krebs) – Thomas Geyer – Jonas Kehl – Michael Heilig – Vinko Šapina (65. Nicolas Jann) – Robin Heußer – Burak Çoban – Adrian Beck (65. Jannik Rochelt) – Felix Higl – Tobias Rühle (75. Ardian Morina) Cheftrainer: Holger Bachthaler | SSV Ulm 1846 |
| TSG Balingen                                                         | 0:1 Beck (28.) 0:2 Rühle (54.) 0:3 Higl (57.) | | SSV Ulm 1846 |
| 29. Mai 2021 um 14:00 Uhr in Stuttgart (Gazi-Stadion auf der Waldau) | | |              |
| Ergebnis: 0:3 (0:1)                                                  | | |              |
| Schiedsrichter: Gaetano Falcicchio (Konstanz)                        | | |              |
| Spielbericht                                                         | | |              |